# A Marca do Assassino
A Marca do Assassino (em inglês The Mark of the Assassin) é o título de um livro de ficção sobre espionagem do escritor norte-americano Daniel Silva publicado em 1998.
Em Portugal, seria editado em 2007, com tradução de Luís Santos, pela Bertrand Editora.

## Sinopse
Logo após o voo 002 da empresa aérea Transatlantic Arlines, decolar do Aeroporto JFK, em Nova Iorque, a aeronave é atingida por um míssil, ocasionando a sua queda no oceano. As autoridades suspeitam de um grupo terrorista denominado "A Espada de Gaza". O agente da CIA, Michael Osbourne, é nomeado para conduzir as investigações, onde terá que enfrentar um impiedoso matador profissional, cuja marca de seus assassínios, são três tiros no rosto. Um enredo de intrigas, poder e política, repleta de suspense e desfechos imprevisíveis.